# Star 200
Le Star 200 est un camion polonais fabriqué entre 1976 et 1994 par Fabryka Samochodów Ciężarowych „Star”.

## Historique
Les premiers prototypes du Star 200 sont construits au tournant des années 1964 et 1965, ils sont présentés au public en 1966. Les problèmes avec la mise en production en série (l'économie socialiste manquait habituellement des moyens d'investissement) causent la réalisation des modèles intermédiaires: le Star 28 (propulsé par un moteur diesel) et le Star 29 (propulsé par un moteur essence).
La fabrication en série ne commence qu'en 1976. Il reçoit une cabine modernisée qui offre une bonne visibilité au chauffeur. Elle est bien chauffée et ventilée, l'isolation thermique et acoustique sont satisfaisantes. Pour sa conception les ingénieurs de Starachowice profitent de l'aide de la société française 
Chausson. Elle est fixée sur le châssis au-dessus du moteur (dans les années 1980 ce sont les cabines basculantes qui deviennent l'équipement standard des camions, l'usine FSC les introduit dans le modèle suivant le Star 1142). Bien qu'elle ne soit pas moderne, la cabine du Star 200 est exportée en Hongrie où elle est montée sur les camions de la marque Csepel. La charge utile du Star 200 est de 6 000 kg et il peut tirer une remorque de 8 500 kg.
Dans les années 1970 le Star 200 est un saut qualitatif par rapport à ses prédécesseurs.
Le Star 200 est très populaire à son époque en Pologne grâce à:
- démarrage facile en hiver
- faible consommation
- bons paramètres de traction de remorque
- facilité de construire des versions spéciales (grue mobile, camion de pompiers etc) sur son châssis

## Motorisation
Le Star 200 est propulsé par les moteurs suivants:
- S359 d'une cylindrée de 6840 cm3 développant 150ch
- SW-400 d'une cylindrée de 6540 cm³ développant 125ch

## Galerie

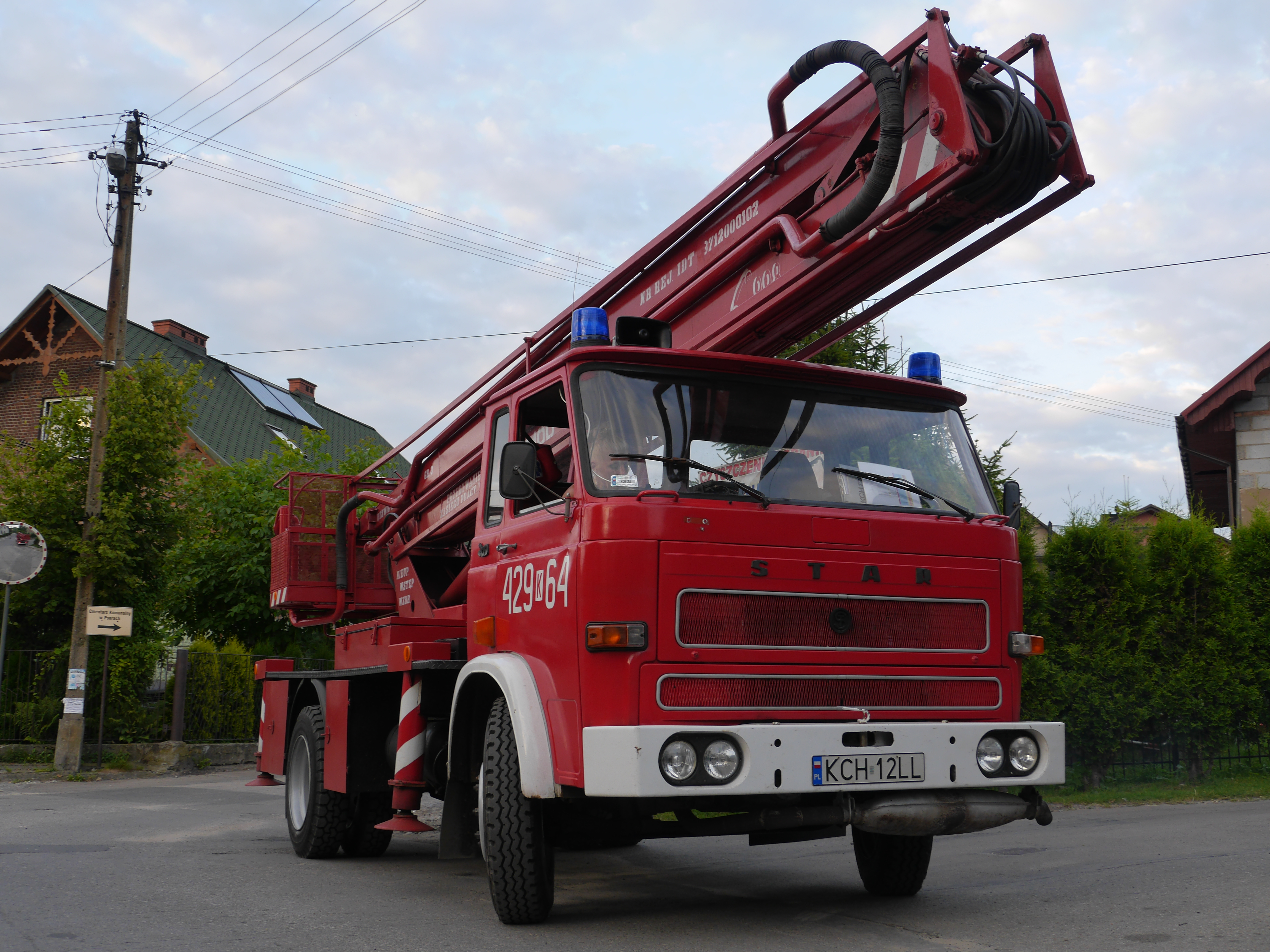
Star 200 camion de pompiers
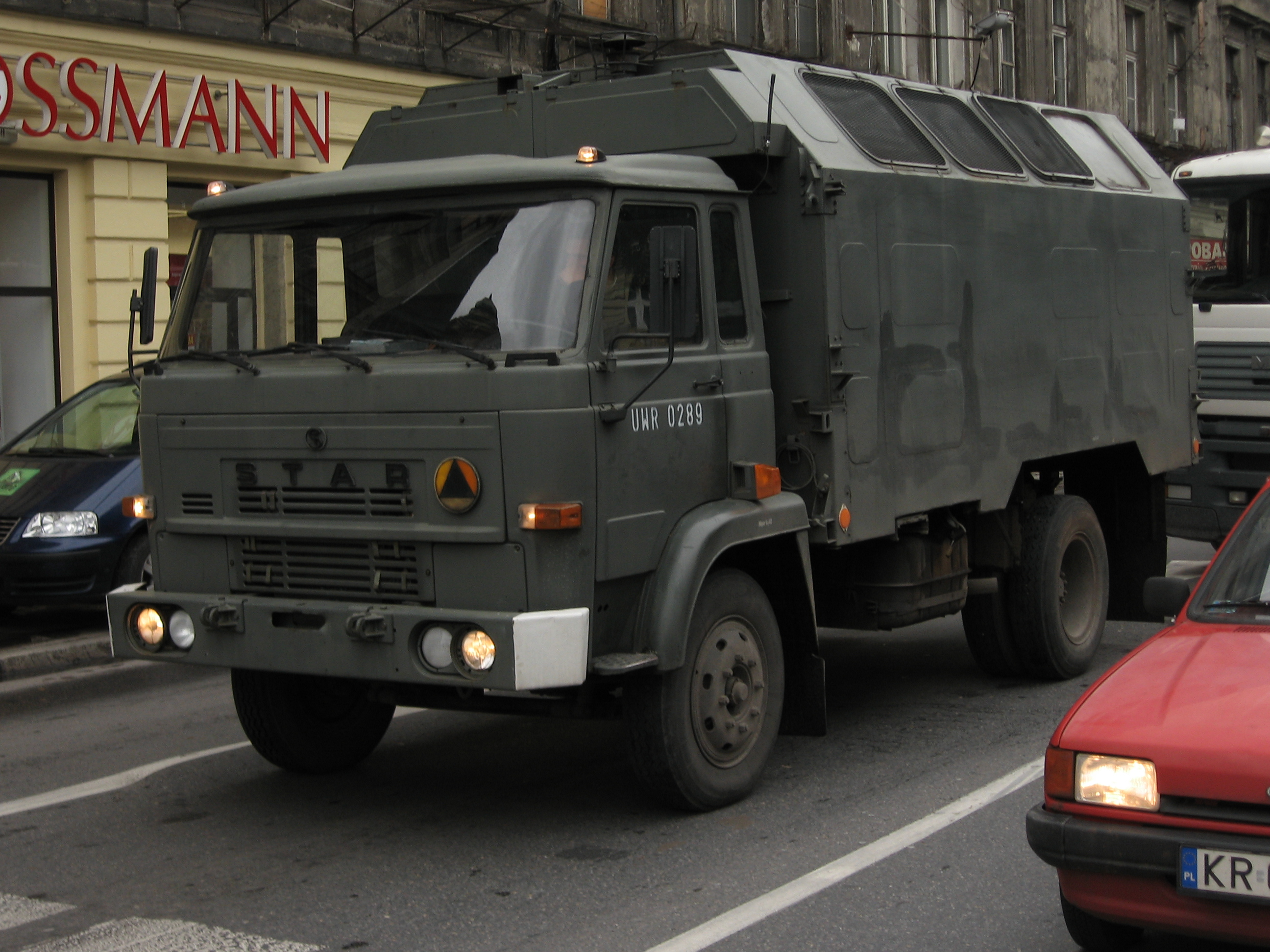
Star 200 de l'Armée polonaise
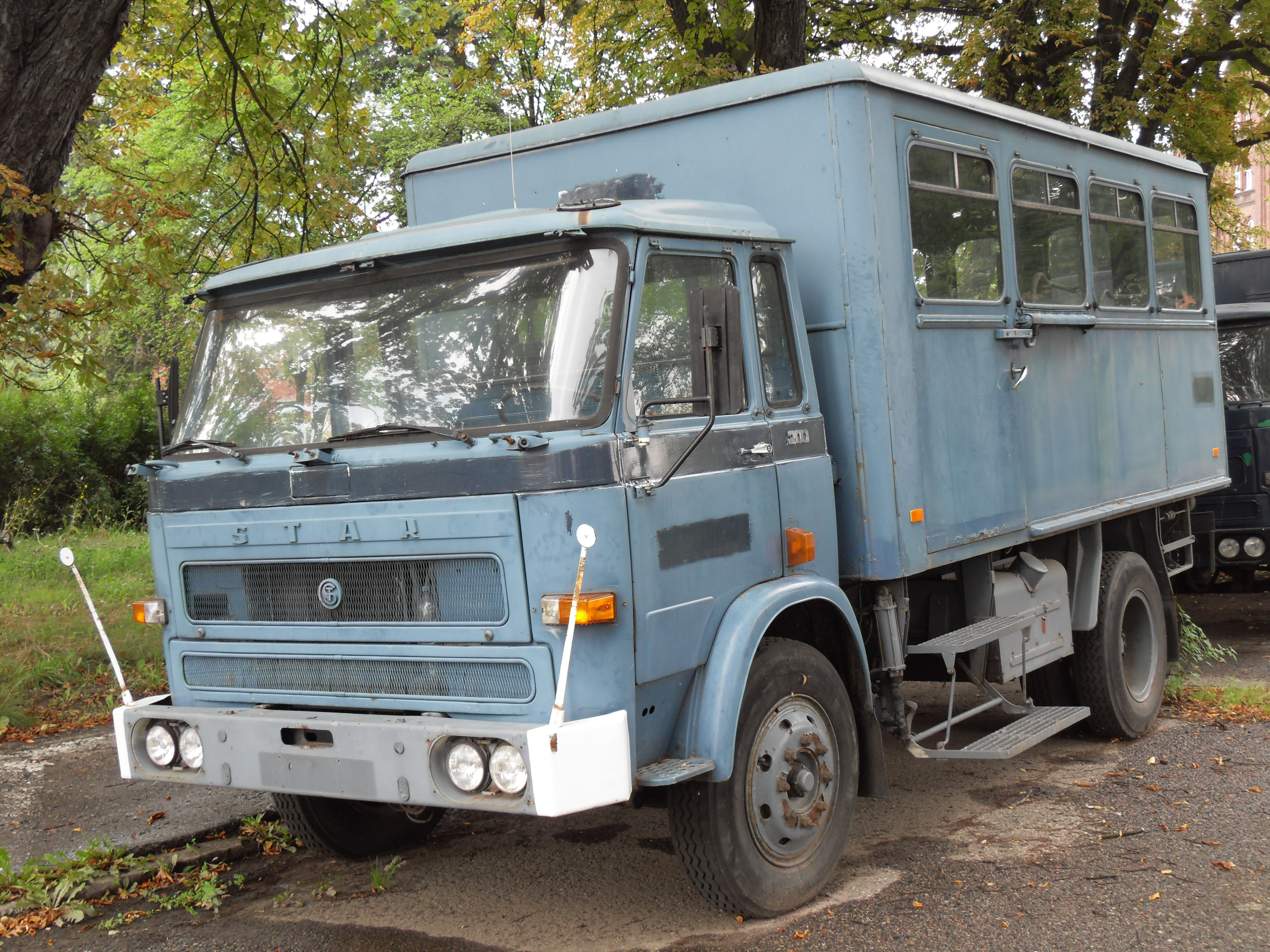
Star 200 de la Milicja Obywatelska